# Nacho Girón
Ignacio Girón (Buenos Aires, 11 de diciembre de 1985), más conocido como Nacho Girón, es un periodista y presentador argentino. Se encuentra al frente de programas relacionados con la actualidad política en medios como CNN en Español, CNN Radio y FM Urbana Play. Previamente, desempeñó el rol de conductor en «Staff de noticias» y también participó como columnista en Telefe Noticias Edición Central en Telefe.

## Biografía
Nació en Buenos Aires, Argentina, el 11 de diciembre de 1985. Se graduó en Comunicación Periodística en la Universidad Católica Argentina (UCA) de Buenos Aires.
Girón ha trabajado en distintos roles en los medios, incluyendo la conducción del programa «CNN Redacción» en CNN en Español, «La Mañana de CNN» en CNN Radio y «Digamos Todo» en la misma emisora.[cita requerida] También es columnista de Política en «Vuelta y Media» en FM Urbana y analista de actualidad en «GPS Político» en FM Delta.[cita requerida]
Durante diez años, desde 2012 hasta 2022, desempeñó funciones como conductor y columnista en Telefe, donde lideró «Staff de noticias» y presentó informes especiales en «Telefe Noticias».
Es autor del libro «La Salada - Radiografía de la feria más polémica de Latinoamérica», la primera investigación sobre este famoso mercado popular que fue publicada en Argentina en 2011 a través de Ediciones B y posteriormente fue reeditado en una versión actualizada y ampliada en 2017 por Editorial Planeta.
En 2022 fue nominado como «Mejor conductor televisivo de Argentina» en los Premios Martín Fierro de cable que entrega APTRA por su labor como conductor en CNN en Español.
También ha recibido reconocimientos, como el Premio Iris América por la mejor investigación periodística latinoamericana en 2019 y el Premio Padre Carlos Mugica.